# Mycodiplosis triticina
Mycodiplosis triticina är en tvåvingeart som först beskrevs av Barnes 1936.  Mycodiplosis triticina ingår i släktet Mycodiplosis och familjen gallmyggor. Inga underarter finns listade i Catalogue of Life.